# Selaginella davidii
Selaginella davidii là một loài dương xỉ trong họ Selaginellaceae. Loài này được Franch. mô tả khoa học đầu tiên năm 1884.